# باچاپ (بوتان)
باچاپ (به لاتین: Bachap) یک منطقهٔ مسکونی در بوتان (کشور) است که در استان داگانا واقع شده‌است.